# Junko Hoshino
Junko Hoshino (Japans: 星野 純子, Hoshino Junko) (Nagaoka, 25 september 1989) is een Japanse freestyleskiester die is gespecialiseerd op het onderdeel moguls. Ze vertegenwoordigde haar vaderland op de Olympische Winterspelen 2014 in Sotsji.

## Carrière
Bij haar wereldbekerdebuut, in maart 2010 in Inawashiro, scoorde Hoshino direct wereldbekerpunten. Op de wereldkampioenschappen freestyleskiën 2011 in Deer Valley eindigde de Japanse als twintigste op zowel het onderdeel moguls als het onderdeel dual moguls. In januari 2012 behaalde ze in Mont Gabriel haar eerste toptienklassering in een wereldbekerwedstrijd. In Voss nam Hoshino deel aan de wereldkampioenschappen freestyleskiën 2013. Op dit toernooi eindigde ze als 26e op het onderdeel moguls en als 28e op het onderdeel dual moguls. In januari 2014 stond de Japanse in Val Saint Côme voor de eerste maal in haar carrière op het podium van een wereldbekerwedstrijd. Tijdens de Olympische Winterspelen 2014 in Sotsji eindigde ze als 25e op het onderdeel moguls.
Op de wereldkampioenschappen freestyleskiën 2015 in Kreischberg eindigde Hoshino als tiende op het onderdeel dual moguls en als elfde op het onderdeel moguls. In Park City nam de Japanse deel aan de wereldkampioenschappen freestyleskiën 2019. Op dit toernooi eindigde ze als zesde op het onderdeel dual moguls en als negende op het onderdeel moguls.

## Resultaten

### Olympische Spelen
| Jaar | Plaats | Resultaten |
| ---- | ------ | ---------- |
| 2014 | Sotsji | 25e Moguls |

### Wereldkampioenschappen
| Jaar | Plaats      | Resultaten                 |
| ---- | ----------- | -------------------------- |
| 2011 | Deer Valley | 20e Dual Moguls 20e Moguls |
| 2013 | Voss        | 28e Dual Moguls 26e Moguls |
| 2015 | Kreischberg | 10e Dual Moguls 11e Moguls |
| 2019 | Park City   | 6e Dual Moguls 9e Moguls   |

### Wereldbeker
Eindklasseringen
| Seizoen   | Algm | MO  |
| --------- | ---- | --- |
| 2009/2010 | 124e | 47e |
| 2010/2011 | 92e  | 27e |
| 2011/2012 | 78e  | 21e |
| 2012/2013 | 109e | 22e |
| 2013/2014 | 51e  | 9e  |
| 2014/2015 | 32e  | 10e |
| 2015/2016 | 153e | 31e |
| 2016/2017 | 175e | 34e |
| 2017/2018 | 137e | 27e |
| 2018/2019 | 42e  | 8e  |
| 2019/2020 | 44e  | 11e |